# Nationaal park Andringitra
Het nationaal park Andringitra is een nationaal park in de regio Haute Matsiatra in Madagaskar met een oppervlakte van 31.160 vierkante kilometer. Het park ligt 47 kilometer ten zuiden van de stad Ambalavao en ongeveer 140 kilometer van de Steenbokskeerkring kruist het park.
Het park werd opgericht in 1999 en wordt beheerd door de Madagascar National Parks Association. Het staat bekend om het ruige terrein met diepe valleien en richels en omvat ook de bergtop Imarivolanitra (voorheen: Pic Boby) die een hoogte heeft van 2658 meter boven het zeeniveau. Deze berg maakt deel uit van het Andringitramassief, het massief dat in het geheel in het park ligt. Het is een van de meest biologisch-diverse en endemische plekken van Madagaskar; meer dan 100 verschillende vogelsoorten, meer dan 50 zoogdiersoorten en 55 kikkersoorten leven in het park.

## Flora
De oostelijke flank van het bergmassief is bedekt met regenwoud, vochtig grasland en struikgewas in de hogere gebieden. Aan de westelijke flank is er relatief droog bos. Er zijn meer dan duizend soorten planten.

## Fauna
Er zijn meer dan vijftig soorten zoogdieren, waaronder dertien soorten maki's. De ringstaartmakipopulatie van Andringitra heeft een opvallend dikkere vacht dan de rest van de populatie op het eiland. Dit is waarschijnlijk een aanpassing aan het koudere klimaat op grote hoogte.
| Tijd      | Soort |
| --------- | --- |
| Overdag   | - Breedsnuithalfmaki (Prolemur simus) - Bruine maki (Eulemur fulvus) - Eulemur rufifrons - Gouden halfmaki (Hapalemur aureus) - Hapalemur meridionalis - Milne-Edwards' sifaka (Propithecus edwardsi) - Ringstaartmaki (Lemur catta) - Roodbuikmaki (Eulemur rubriventer) |
| ‘s Nachts | - Avahi peyrierasi - Grote katmaki (Cheirogaleus major) - Kleintandwezelmaki (Lepilemur microdon) - Rode muismaki (Microcebus rufus) - Vingerdier (Daubentonia madagascariensis)                                                                                          |

Anja Community Reserve ·
Berenty-reservaat ·
Renialareservaat ·
Kirindy Forest ·
Zoölogisch park van Ivoloina